# 文昌廟
文昌廟，又稱文昌祠、文昌宫，是東亞民間信仰的一種庙宇，供奉掌管文运及考试功名的神祇文昌帝君。

## 歷史及活動
元明以後，隨著科舉制度的規模化和制度化，對於文昌帝君的奉祀也逐漸普遍。各地都建有文昌宮、文昌閣或文昌祠，其中以四川梓潼縣七曲山的文昌宮規模最大。
不僅於各大都會，鄉間書院和私塾也都供奉文昌香火或神像、神位，其間雖時有興廢，但因文章司命，是世人貴賤所繫，所以一直奉祀不衰。舊時每年農曆二月初三日為文昌帝君神誕之日，公家和當地文人學士都要到供奉文昌帝君的廟宇奉祀，或吟詩作文，舉行文昌會。

## 文昌廟列表
各地供奉文昌帝的庙宇众多，并还有以此命名的地名，此表只列举部分：

### 以文昌廟為名
- 北屯文昌廟：位於台湾台中市北屯區，經中華民國內政部定為台灣三級古蹟。
- 南屯文昌公廟：位於台湾台中市南屯區，為臺中市歷史建築。
- 東勢文昌廟：位於台湾台中市東勢區。
- 苗栗五文昌廟：位於台灣苗栗市。
- 宜蘭文昌廟：位於台灣宜蘭市，建於清嘉庆二十三年（1818年），由通判高大鏞所倡建。
- 河西文昌庙：位於海南貴德縣，当地共有三處文昌廟，一般特指河西文昌庙，藏语称「尤拉康」（卽「文昌廟」）。位于贵德县城西郊六公里处的下排村西侧。始建于明代晚期（1590—1600年间），清同治六年（1867年）毁于大火，同治十三年（1874年）筹资重建，光绪二年（1876年）落成，1958年遭徹底破坏，1982年在旧址上按原规模建起新庙。
- 晋中文昌庙：位於山西晋中市，该市平遙縣有一条文昌庙街。
- 恩施文昌庙：位於湖北恩施市，原建于城南门外，嘉庆三年（1798年）移于今址解放路103号鳌脊山巔。當地人亦將其稱為文昌宫或文昌祠。
- 和顺文昌廟：位於山西省和顺县，始建年代不详，于1997年重修。
- 新野文昌庙：位于河南省南阳市新野县歪子镇。
- 碗泉文昌庙：位於四川廣元市劍閣縣碗泉鄉政府后侧山上。
- 上寺文昌廟：位於四川廣元市劍閣縣上寺乡上寺村，始建於明嘉靖三年（1524年）。後改爲剑阁县梵天院。
- 荆门文昌庙：位於湖北省荆门市东宝区。
- 枣碧文昌庙：位於四川阆中市枣碧乡，原爲小廟，始建於元朝前。後，元朝川东都元帅、侍郎杨大渊西征，於此遇文昌帝顯靈，大勝而歸，於是奏请元世祖敕修枣碧文昌庙，元中统二年（1261年）大渊修枣碧文昌庙，道光十七年（1837年）重建。
- 东莞文昌庙：位於广东省东莞市道滘镇白路村沿河路。
- 射洪文昌廟：位於四川省遂宁市射洪县东岳乡，當地有文昌庙村。
- 敘永文昌廟：位於四川省瀘州市叙永县黄坭乡黄坭村。清初（约1723年）时，當地汤姓旺族主持修建文昌阁。清同治八年（1870年）7月擴建，五年整後建成文昌庙。清朝同治十三年（1875年）举行了开庙仪式。

### 以文昌宮為名

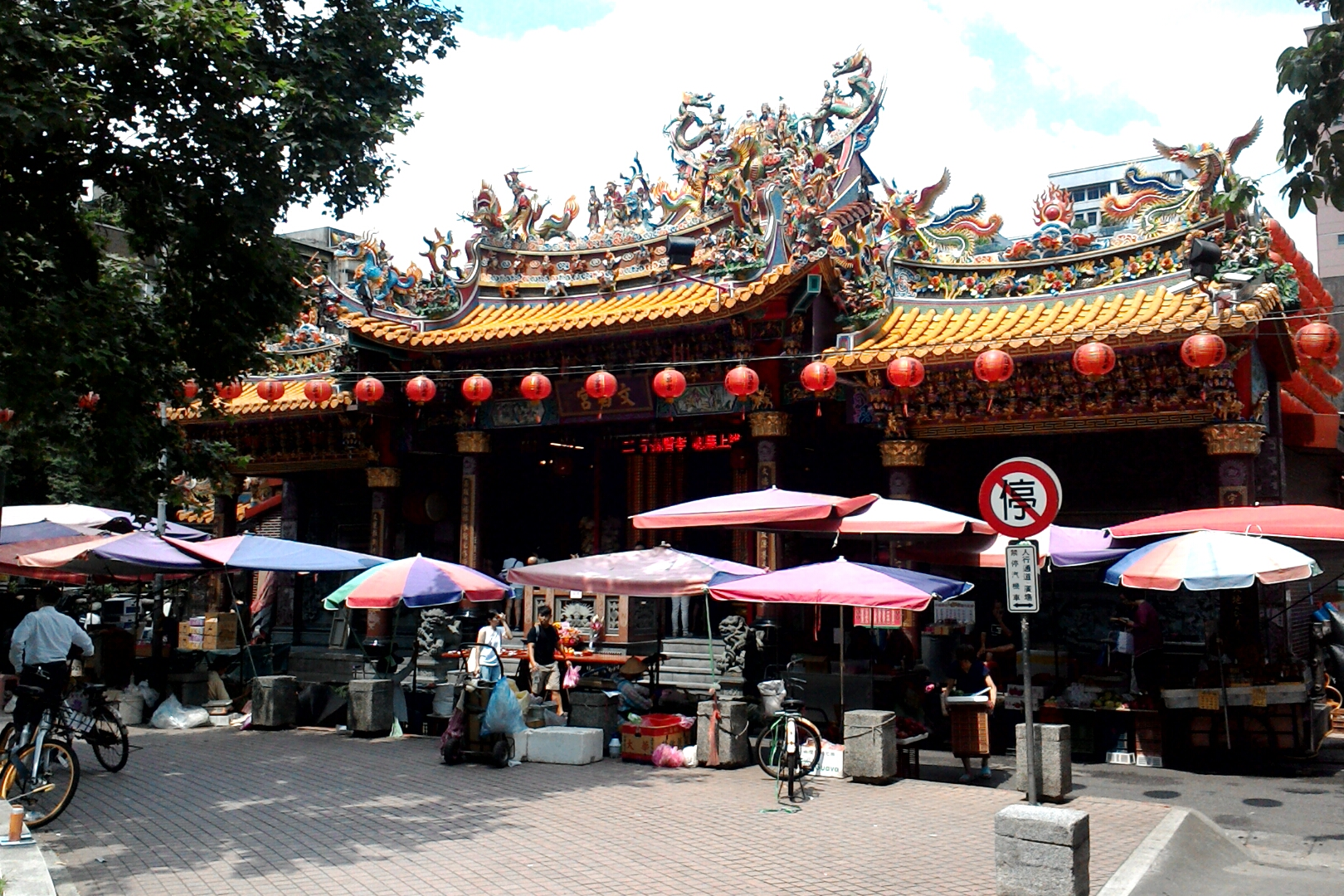
台北文昌宮。

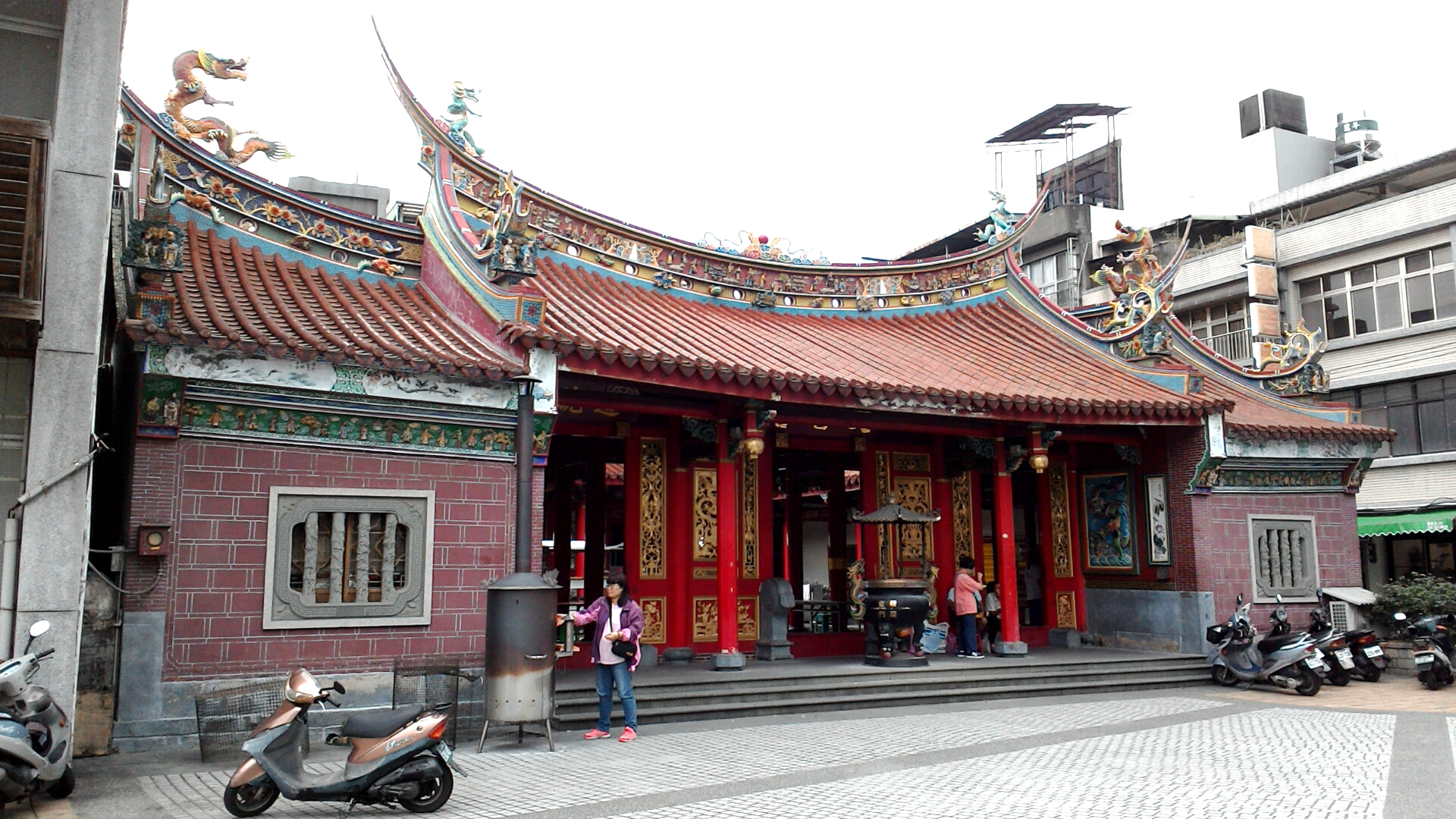
桃園文昌宮。

- 台北文昌宮，位於台灣台北市民生西路45巷9弄2-1号，鄰近臺北捷運雙連站。
- 桃園文昌宮：位於台灣桃園市桃園區。
- 诏安文昌宮：位於福建省诏安县南诏镇县前街燕段。明嘉靖七年（1528年）始建文昌廟，清同治四年（1865年）毁。同治十年（1871年）知县罗运端决定将原设于詔安文昌廟旁的文昌祠移祀于此（原为漳潮巡检司，後廢），三年后竣工，合成文昌宫。1991年曾再次修繕。
- 闽清文昌宫，位于福建省闽清县梅溪镇樟洋村，建于清代，闽清县第四批文物保护单位。
- 陽江文昌宮，位於廣東陽江。
- 梓潼文昌宫，位於四川梓潼七曲山，是國內規模最大的文昌宮。梓潼縣有以之命名的文昌場鎭。
- 渠县文昌宫，位於四川渠縣，始建於清乾隆六年（1741年）。
- 会泽文昌宫，位於云南会泽县城南的金钟山巅，清雍正五年（1727年）由东川知府黄士杰和赵淳主持兴建。
- 蒙自文昌宫，位於云南蒙自县新安所城正街，始建于明万历四年（公元 1576 年），清康熙二十四年（公元 1685 年）、乾隆八年（ 1882 年）两次重修。
- 巍山文昌宫，位於云南省巍山彝族回族自治县境内的巍宝山前山，原名龙潭殿，为本地土著彝族祭龙潭之所。始建年代不详。
- 贞丰文昌宫，位於贵州贞丰县城东门丫口，始建于清道光以前。
- 弥阳文昌宫，位於江苏弥阳文昌宫位于弥勒县城北县政府内，始为弥勒州学府，建于明天启三年（1623年），清光绪十五年（1889年）在原址重建爲文昌宫。
- 唐山文昌宫，位於河北唐山开平县古镇南门外，是石城县（开平故名）学宫，元朝至元五年（1268年）春，由石城县令邢谦、县监怯烈木丁、教谕董持敬主持修建。1949年被改建为小学，1976年大地震全部被毁。
- 淮北文昌宫，位於安徽淮北。
- 文城文昌宫，位於海南文昌市文城镇。始建于元代，明永乐重修。清嘉庆九年（公元1804年），县令李友枚移建于文城镇文东路79号，蔚文书院右侧。现後宫已毁，仅存正宫、坊门。
- 除了梓潼，另有四川纳溪区、合江縣、蒼溪縣等地存在文昌宮，並以此將當地命名為文昌場鎭。
- 天津文昌宮，位於天津市红桥区，明永乐四年(1406年)建文昌祠，清道光元年(1821年)，原山东武定营守备、举人、邑绅侯肇安和进士王天锡、举人梅成栋等人发起重修文昌祠，并将毗邻的天安寺、海潮庵与之合并，改称文昌宫。當地還有一所文昌宫民族小学。
- 赤水文昌宫，大夏大学抗日战争时期旧址，赤水县文物保护单位。

### 以文昌祠為名
- 樹人書院文昌祠：位於台北市
- 新莊文昌祠：位於新北市新莊區。
- 傳藝文昌祠：位於臺灣宜蘭縣五結鄉冬山河畔國立傳統藝術中心內。
- 大甲文昌祠：位於大甲區，經中華民國內政部定為台灣三級古蹟。
- 苗栗文昌祠：位於苗栗縣苗栗市。
- 麻豆文昌祠：位於台南市麻豆區
- 恩施文昌祠：位于湖北省恩施市旧城区鳌嵴山顶

### 以書院為名
- 藍田書院：位於南投縣南投市
- 明新書院：位於南投縣集集鎮
- 登瀛書院：位於南投縣草屯鎮
- 磺溪書院：位於大肚區，經中華民國內政部定為台灣三級古蹟。